# 皮利沃河 (奥哈区)
皮利沃河（俄语：Река Пильво）是萨哈林州奥哈区的河流，源起施密特半岛上瓦洛夫山，长36公里，流域面积250平方公里，注入萨哈林湾。

## 引用
1. ↑  М·Г·瓦西科夫斯基. . 列宁格勒: 气象出版社. 1973 （俄语）.
2. ↑  . 国家水登记处.   [2024-01-03]. （原始内容存档于2024-01-03） （俄语）.